# 克勒滕巴赫河 (布呂爾格拉本河支流)
50°9′49.83″N 9°11′34.90″E / 50.1638417°N 9.1930278°E

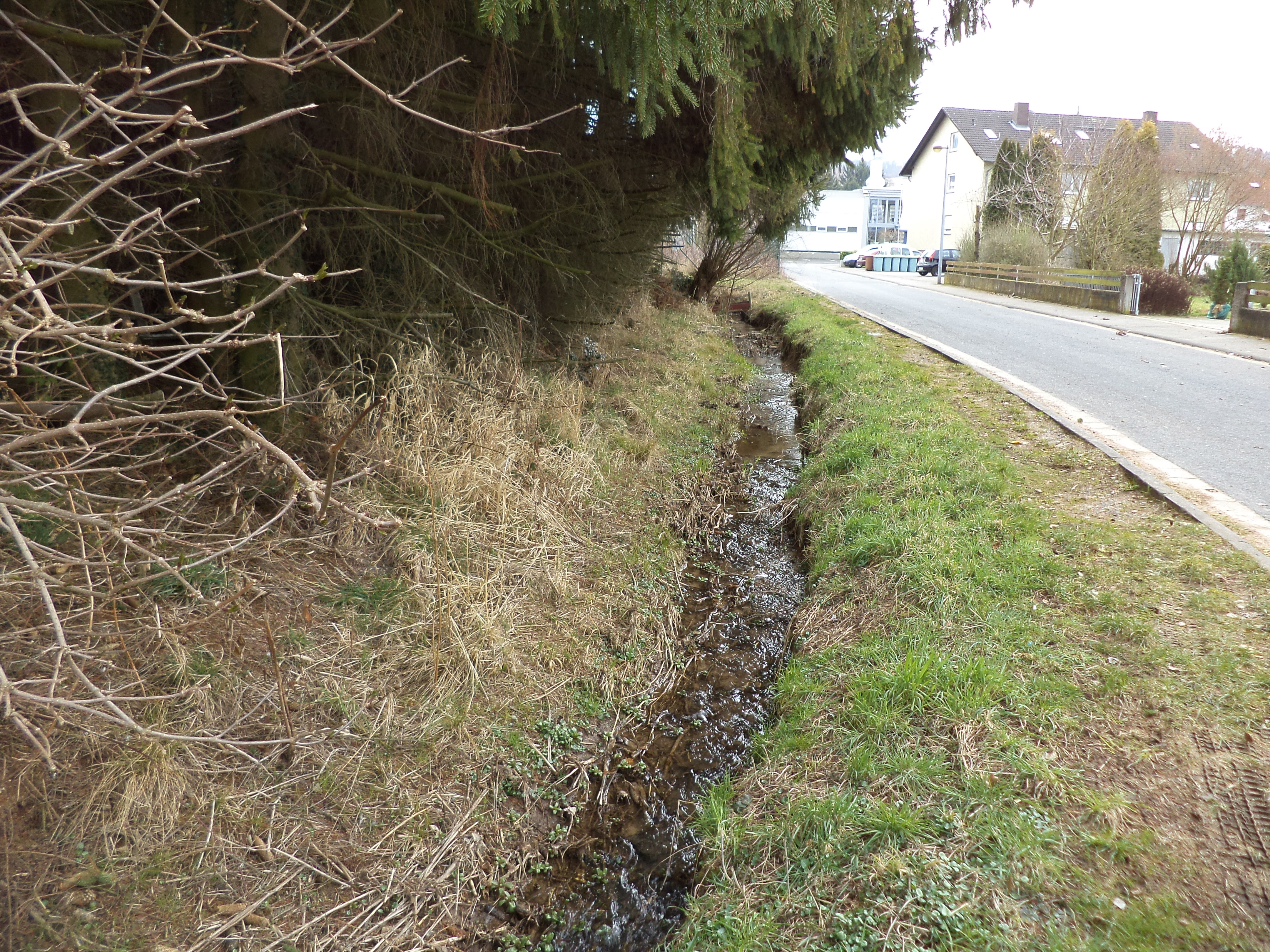

克勒滕巴赫河（德語：Krötenbach），是德國的河流，位於該國中部，由黑森州負責管轄，屬於布呂爾格拉本河的右支流，河道全長1.2公里，流域面積0.6平方公里。